# روب لورد
روب لورد (بالإنجليزية: Rob Lord)‏ هو ملحن بريطاني، ولد في 1966.

## وصلات خارجية
- روب لورد على موقع IMDb (الإنجليزية)
- روب لورد على موقع ميوزك برينز (الإنجليزية)
- روب لورد على موقع ديسكوغز (الإنجليزية)
- روب لورد على موقع ديسكوغز (الإنجليزية)
- روب لورد على موقع قاعدة بيانات الفيلم (الإنجليزية)